# Friedenskirche (Berndorf)

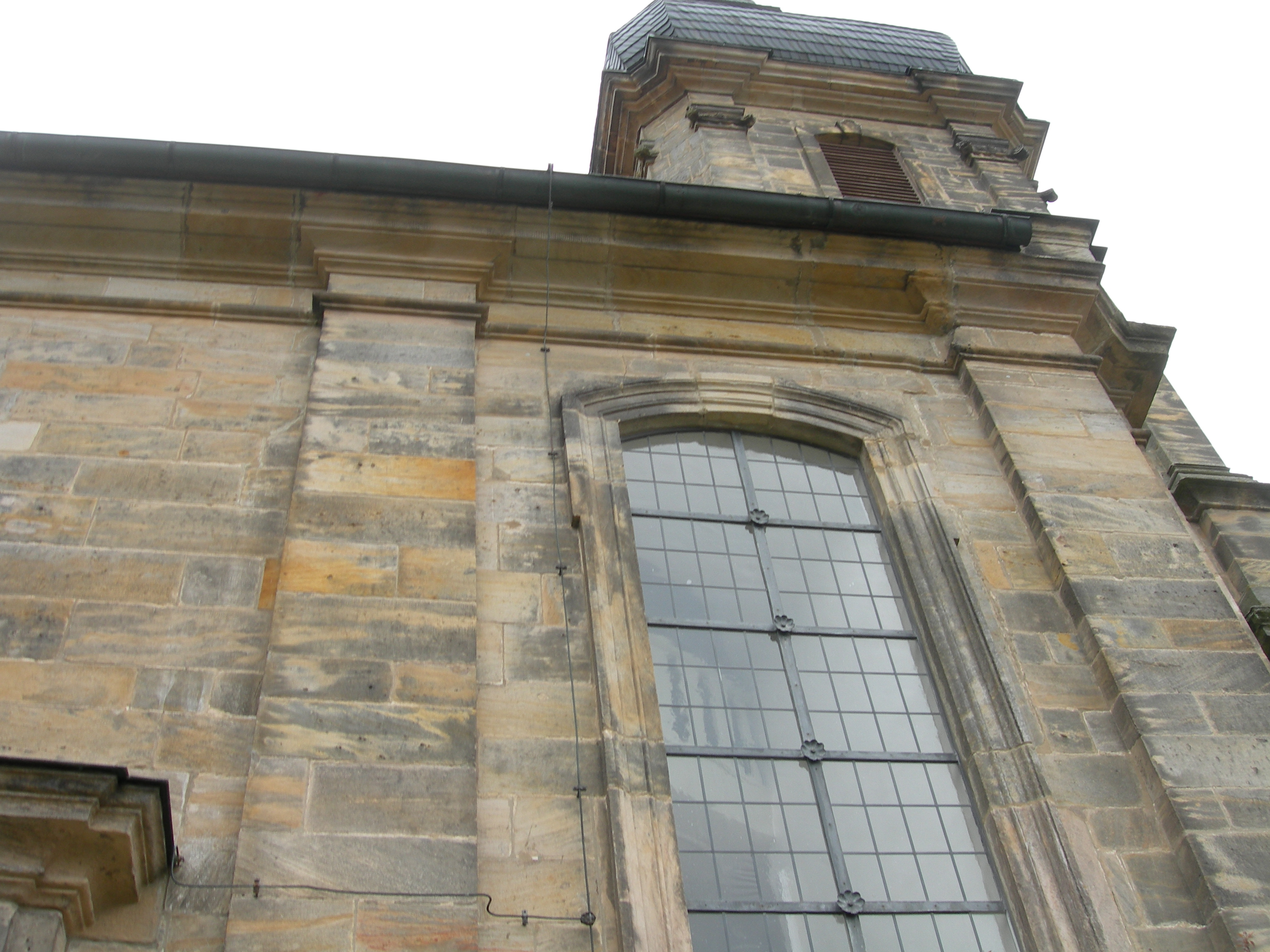

St. Georg oder Friedenskirche ist eine evangelisch-lutherische Pfarrkirche in Berndorf, einem Gemeindeteil von Thurnau im oberfränkischen Landkreis Kulmbach (Bayern).

## Geschichte
An der Stelle der heutigen Kirche stand ehemals eine Kapelle, die in den Jahren 1586 und 1614 erweitert wurde. Aus dieser Kapelle stammen die ältesten beiden Glocken der heutigen Kirche St. Georg.
Bereits um 1400 muss es eine St.-Leonards-Kapelle am Ortsausgang in Richtung Menchau gegeben haben.
Im Jahr 1567 wurde die Pfarrei Berndorf – Menchau – Leesau gegründet, deren Pfarrhaus in Berndorf kurz vor Ausbruch des Dreißigjährigen Krieges gebaut wurde.
Die alte Kirche wurde nach einer letzten Betstunde im Februar 1764 niedergerissen. Nach zweijähriger Bauzeit unter dem Baumeister Johann Thomas Nissler wurde die neue Friedenskirche am Michaelistag 1766 eingeweiht. Sie hat einen traditionellen Ostturm.
In den Jahren 2004 bis 2006 wurde die Kirche renoviert.

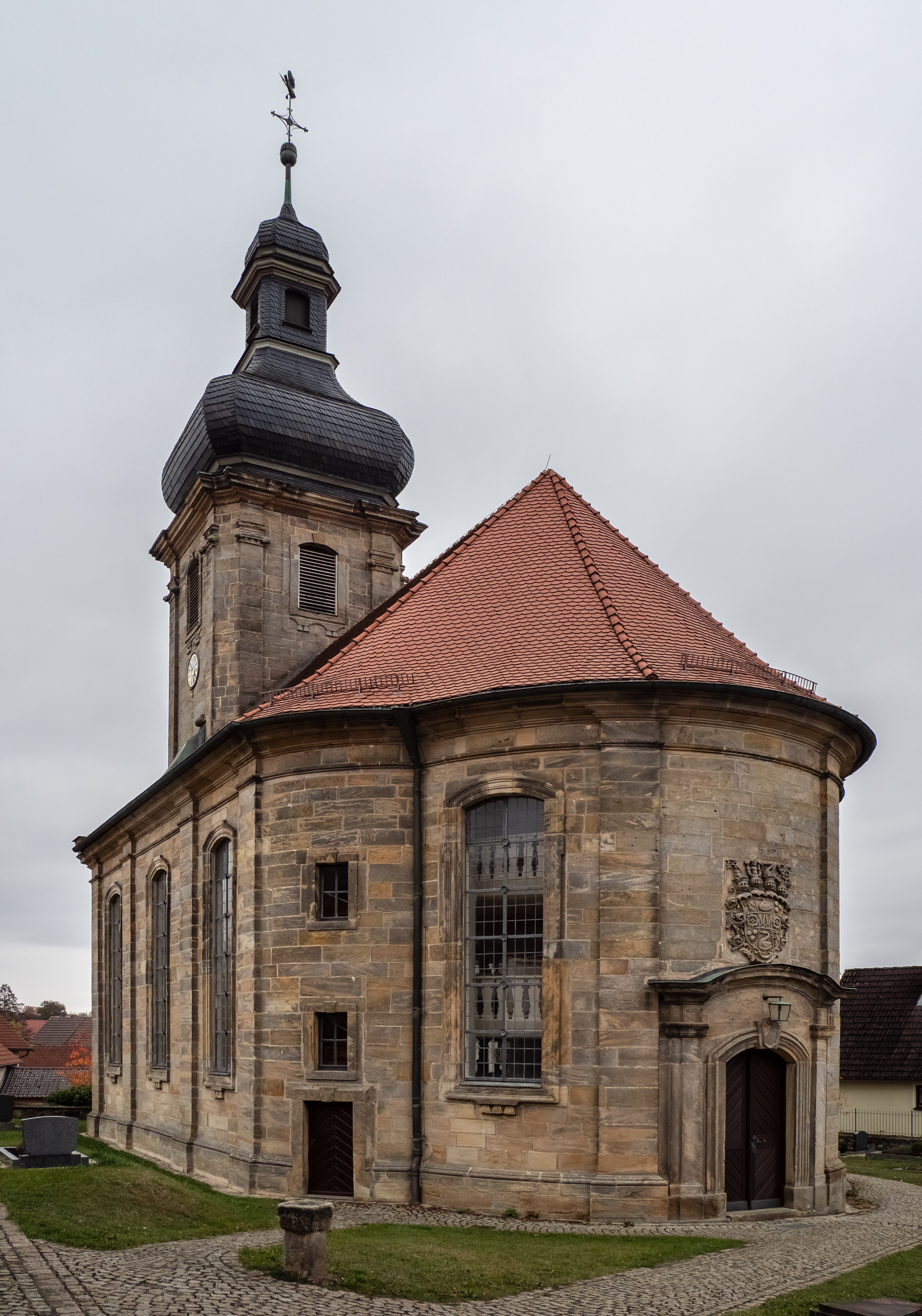
St.-Georg-Kirche
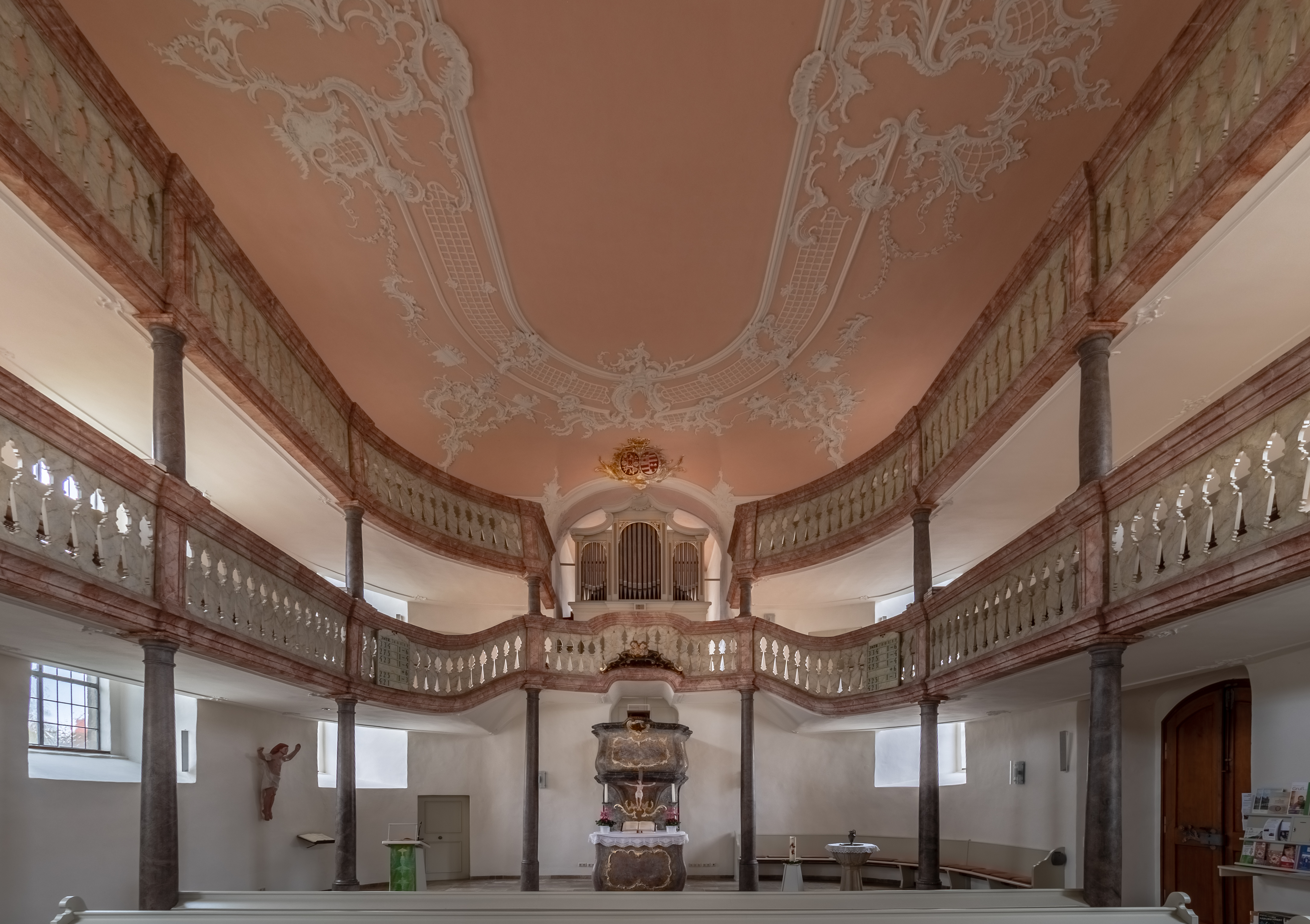
Die  Empore mit Orgel in St. Georg
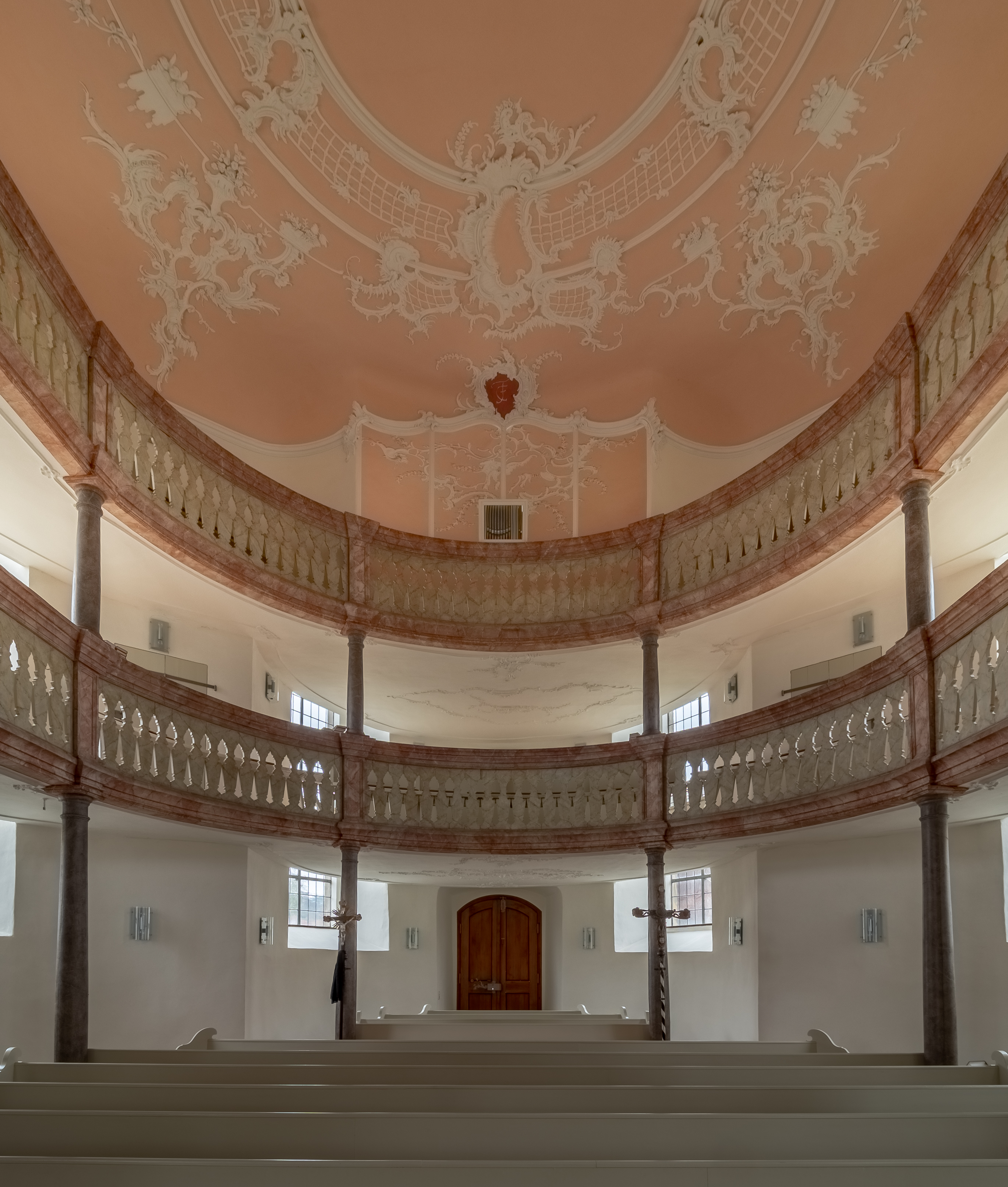
Der Eingang mit Empore

## Sonstiges
Der Vater des Ingenieurs Carl von Linde war Pfarrer in Berndorf, bevor er die Pfarrei St. Mang in Kempten übernahm. Carl von Linde wurde im Berndorfer Pfarrhaus geboren.